# 청라달튼외국인학교
청라달튼외국인학교는 인천광역시 서구 청라국제도시에 위치한 외국인학교이다. 학교법인 봉덕학원이 2011년에 설립했으며, 대한민국의 외국인학교 중 최초로 국내 학력이 인정되는 외국인학교이다. 국내 최초로 내국인 학교법인이 운영하는 외국인학교이며 교육의 중심은 학생이어야 한다는 교육이념을 바탕으로 개별 학생의 학습 능력과 관심, 적성 및 요구 등을 수용하고, 핀란드에서 실시하는 5학기제를 운영하며, 미래 사회에서 요구하는 학력인증을 동시에 받을 수 있어, 한국을 포함한 세계 영어권 국가에 있는 대학으로의 진학이 가능하다.

## 학원역사
청라달튼외국인학교(CDS)는 서울특별시 양천구 목동에 위차한 자율형 사립 한가람 고등학교를 운영하는 학교법인 봉덕학원이 설립하였으며, 그 학원의 설립자는 고 이봉덕 (1921~2010) 여사이다.

한국의 인재들을 교육, 육성하려는 여사의 사명은 20세기 일본 식민지와 한국전쟁으로 인하여 황폐화된 조국에서 배태되었다. 1952년 문맹과 가난을 퇴치하고자 하는 절실한 사명감에서 여사는 막사를 지어 초등 학생들과 학부모들을 가르치기 시작하였다.

1959년 이후 여사는 여성들의 경제적 지위와 노동력 제고를 위하여 봉영여자중학교, 영등포여자상업고등학교(현 영상고등학교), 양천여자고등학교(현 목동고등학교)를 차례대로 설립하였으며, 1997년 한가람 고등학교를 설립하였다.

한가람 고등학교는 학생들에게 자율권을 대폭 확대한 교육과정을 운영하여 경직된 학교 현장의 교육틀을 탈피하는데 지대한 공헌을 하고 있다. 현재 봉덕학원은 학원 설립 이래 72,900명 이상의 학생을 교육시켜 사회로 배출하였다.

글로벌 시민으로서 미래를 살아갈 능력과 자질을 갖춘 인재를 양성해야 할 시대적 요구에 부응하기 위하여 설립된 청라달튼외국인학교는 미래사회에 필요한 능력과 자질을 갖춘 리더를 길러내기 위하여 세계 최고 수준의 학교를 운영하고자 한다.

이에 청라달튼외국인학교는 미래 사회에 살아갈 국가 간의 경계를 뛰어넘는 의사소통 능력, 적응력 및 뛰어난 창의력을 갖춘 인재를 육성하기 위한 세계적인 수준의 교육 프로그램을 운영하며, 또한 공동체 사회와 세계 인류에 대한 헌신과 애정을 갖춘 진정한 리더를 길러내기 위하여 노력하며, 인류의 보다 나은 미래를 위하여 세계 평화와 문화 신장에 기여할 수 있도록 비전을 심어주고자 한다.

청라달튼외국인학교는 국내에서 유일하게 비영리학교법인이 운영하는 외국인학교로서 우수한 교사진과 함께 미국 뉴욕 달튼학교와 교육철학을 공유하여 달튼플랜에 입각한 교육프로그램을 운영하고 있다.

청라달튼외국인학교는 창의력, 적응력, 의사소통능력, 팀웍, 협동심, 리더쉽 등의 가치와 교육 목표를 구현하기 위하여 부단히 노력하고 있다.

## 봉덕학원의 청라간척사업
이명수(1991년 사망 당시 72세)전 봉덕학원 이사장은 부인 이봉덕(2010년 사망 당시 89세)전 이사장 외 1명(김모형 (재)서울성로원 이사장)과 함께 1964년 9월 9일 청라도 공유수면(1천275㏊) 매립면허권을 농림수산부로부터 따냈다. 사실 이명수 전 이사장의 청라도 매립면허권은 일본서 수산양식업을 배운 김옥창(2000년 사망 당시 71세)씨의 사업권을 넘겨받은 것이었다.

김옥창 씨는 이명수 전 이사장이 매립면허권을 따내기 전인 1963년 10월 25일 청라도 인근 공유수면(1천425㏊)의 매립면허를 이미 신청해 놓았다.

이명수 전 이사장은 5·16 군사정변으로 탄생한 공화당 각 지구당 개편 당시인 그해 8월 19일 서울 영등포 을(乙)구 지구당위원장으로 임명된 상태였다. 정권을 등에 업고 공사비와 공사 완료 후 토지 분배 조건을 내세워 김옥창 씨 대신 자신을 매립면허 신청자로 바꾼 것이었다. 명목은 실향민 실업 구제와 임해 양식장 조성, 인천해양대학 설립 등이었다. 미국 민간구조단체인 ‘케어(CARE)’가 미공법 480-Ⅱ에 따른 근로자조사업으로 청라도 매립사업에 밀과 옥수숫가루를 지원한 이유다.
황해도가 고향인 이봉덕 이사장은 서울, 인천 등지에서 가난의 굴레 속에서 힘들게 사는 고향사람 1000여명을 모아 이 사업의 취지를 설명한다. 그들에게 공사기간 중 생활비를 대주고 공사가 끝나면 가구당 2정보의 땅을 주기로 약속한다. 인부들은 경서동 인근에 천막이나 판잣집을 짓고 거처를 마련한다.

그들은 특별한 장비도 없이 곡괭이와 삽 그리고 지게와 손수레를 이용해 하루 10여m씩 제방을 쌓아나갔다. 그나마 세찬 조류에 밀려 아침에 나가보면 반 이상이 바다에 쓸려나갔다. 공사가 제대로 진척되지 않았을 뿐만 아니라 사상자도 속출했다. 석산 폭파 때 돌에 맞아 죽거나 떠내려가는 작업선을 건지려다 물살에 휩쓸려가는 등 17명이 목숨을 잃었다. 인부들은 심하게 동요했고 일부는 새 일터를 찾아 인천 시내로 빠져나갔다. 이 소식을 들은 인천시는 65년부터 3년 동안 매년 700t의 밀가루를, 67년에는 쌀 400t을 지원했다.

한동안 지지부진하던 공사는 학교와 자매결연 맺은 한미76공병대의 도움으로 급진전되었다. 공병대는 불도저 3대, 트럭 5대, 크레인 2대 등 공사 장비로 물막이 작업을 돕는 한편 주한미군항만사령부에 요청, 67년 8월부터 상륙정을 동원해 매달 100대 트럭분의 돌을 실어다 주었다. 6년에 걸친 난공사 끝에 1970년 10월 700~800m짜리 물막이 공사의 끝이 눈앞에 보이는 듯했다. 그러나 준공을 불과 2개월 앞두고 건설부로부터'1년 안에 380만평을 해발 9m 높이로 추가 매립하라'는 공문이 날아온다. 백방으로 뛰면서 노력했지만 메울 흙과 장비를 마련하지 못하고 결국 공사는 중단되었다.

이 땅은 이후 우여곡절 끝에 동아그룹으로 넘어간다. 80년대에 들어서자 국내 경제는 중동건설 침체로 인해 악화 상황으로 치닫는다. 정부는'나라 밖에서 놀리는 중장비를 간척 등 매립 목적으로 국내에 들여올 땐 관세를 물리지 않는다'는 특별대책을 내놓는다.

이에 부응하기 위해 리비아 대수로 공사를 끝낸 동아건설이 해결사로 나섰다. 80년 1월 3500만여㎡의 매립면허를 취득하고 6월 30일부터 공사를 시작한다. 여기에는 봉덕학원이 제방을 쌓고 물을 빼놓은 간척지도 포함되었다.

91년 1월 마침내 10여년에 걸친 대공사를 마친 이 땅은 '김포매립지' 혹은 '동아매립지'라는 이름을 얻게 된다. 동아는 농업용지였던 이 땅의 절반이 넘는 2000여만㎡를 수도권쓰레기매립지터로 환경부에 넘기고 남은 땅의 용도변경을 위해 그룹의 사활을 걸고 전방위 로비전을 펼친다.

그러나 농림부와 환경단체의 완강한 반대에 부딪혀 번번이 실패하자 급기야 '마이클 잭슨' 카드를 들고 나와 세상을 깜짝 놀라게 한다. 1998년 2월 김대중 대통령 취임식에 온 마이클 잭슨을 회장 자택으로 초청해 만찬을 베풀고 다음 날 매립지 현장을 둘러보게 한다. 동아측은 그가 매립지에 대단위 위락단지 개발을 할 것이라고 발표한다. 이 계획도 진척이 되지 않으면서 자금난에 몰린 동아건설은 농업기반공사에 땅을 팔지만 2000년 11월 끝내 최종 부도처리 되고 만다. 이후 이 땅은 인천경제자유구역 청라지구가 되면서 오늘에 이른다.

봉덕학원은 이 땅에 대한 아쉬움이 컸는지 1993년 경서동에 청소년수련원 경인유스호스텔을 개원한다. 그러나 이 시설은 2005년에 청라지구로 편입되면서 이마저도 폐쇄된다.

달튼외국인학교의 교훈은 'Pioneer to Serve(봉사하는 개척자)'다. 봉덕학원은 달튼외국인학교 설립을 계기로 1960년대 청라에서 펼치다 잠시 접었던 개척정신을 다시 불사르고 있다.
관련 기사

## 이사장 이옥식 여사
대한민국에서 가장 추진력이 강한 교육자다. 어머니 이봉덕 여사가 세운 봉덕학원을 이어받아 교육자의 길에 들어섰다. 서울사대부고와 홍익대학교 수학교육학과를 졸업한 후 1980년 영등포여자상업고등학교에서 교사생활을 시작했다. 서울 한가람고등학교, 인천 청라달튼학교를 설립했다. 영등포여상에서는 1999년 6월까지, 한가람고에서는 2011년 8월까지 교장으로 일했고, 이후 봉덕학원 이사장을 맡고 있다.
학교가 사회 변화를 이끌어나가야 한다고 믿는다. 학교는 제자리에 머물면서 학생들끼리만 경쟁시키는 교육에 반대한다. 교과교실제, 교과 선택제, 반바지에 티셔츠 교복, 직영급식 등 한국 교육을 바꾸는 획기적인 변화를 여럿 주도했고, ‘전례가 없다’는 교육계 곳곳의 저항과 타성에 맞서 싸웠다. 그리고 이러한 노력은 아직도 진행형이다.

2011년 이옥식 이사장은 교육과학기술부(현 교육부 & 과학기술정보통신부) 학교교육지원본부장(1급 대우 계약직) 자리를 공모한 결과 이옥식 한가람고 교장을 본부장으로 내정, 신원조회 등을 거쳐 내주 초 인사 발령을 낼 예정이라고 밝혔다.
학교교육지원본부장은 교육과정, 교원정책, 자율고 및 특목고, 유아교육 등 전국 유초중등 교육정책을 총괄하는 자리로 사립고 교원 출신이 내정된 것은 처음이며, 여성이 교과부 1급 자리를 맡은 것도 처음이어서 파격적인 것으로 받아들여진다.
이 교장은 오랫동안 교원평가, 교과교실제 등을 추진해 현장 경험이 풍부하다는 점 등이 심사과정에서 좋은 평가를 받았다.

하기만 이옥식 이사장은 과거 한가람고등학교 교장 시절, 학교생활기록부(학생부) 무단 정정을 방조해 서울시교육청의 징계 대상이 된 상태에서 교육과학기술부 학교교육지원본부장(1급 대우 계약직)에 내정돼 논란을 낳았고, 교육과학기술부 학교교육지원본부장직을 사퇴하였다.
한겨레 - (이옥식 교장, 교과부 간부직 자진사퇴) 
조선일보 - (이옥식, 학교교육지원본부장 자진 사퇴) 
동아일보 - (이옥식 한가람고 교장 “교과부 본부장직 사퇴) 

## 같이 보기
- 한가람고등학교, 경기수원외국인학교, 봉영여중, 목동고, 득양학원